# Remonta (álbum)
Remonta é o álbum de estreia da banda paulista Liniker e os Caramelows lançado em 16 de setembro de forma independente. O álbum é produzido por Marcio Arantes e teve ajuda por um projeto de financiamento coletivo no Catarse.

## Sobre o álbum
Remonta possui produção musical de Marcio Arantes, músico conhecido por trabalhar com Tulipa Ruiz, e foi gravado nos estúdios da Red Bull em São Paulo. As versões em CD e streaming digital possuem treze canções incluindo uma introdução como abertura e a presença das três canções do EP Cru. A versão em vinil foi lançada em 18 de agosto de 2017 pela Revista NOIZE e possui dez faixas, sendo deixadas de lado as canções "Caeu", "Você Fez M..." e "BoxOkê".
Capa
A capa do álbum nas versões em CD e streaming digital é inteira branca e traz apenas o título do álbum escrito "à mão" e colorido em dégradé, indo do verde ao rosa de forma minimalista. Segundo o grupo a ideia da capa surgiu de diversas maneiras, mas sempre faltava algo por significar algo diferente para cada um.
| “ | “Liniker está com esse álbum há cinco anos na cabeça, e nós há um ano e meio, e não dava pra pensar em uma capa única que simbolizasse Remonta para todos. A capa simboliza os cadernos onde surgiram a maioria das letras, com a caligrafia da própria Lini, mas também simboliza o espaço em branco, o espaço onde cada um pinta seu próprio conceito. Percebemos que tanto os integrantes do grupo quanto os fãs tem suas próprias leituras sobre a ideia de Remonta, essa filha que surge de Lini, é parido junto com os Caramelows e o Marcio Arantes pra ser adotado pelos vários fãs do projeto" | ” |

Explica Rafael Barone.
A versão em vinil lançada em 2017 recebeu uma capa preta em papel fosco com o título do álbum impresso em verniz localizado, dando um efeito interessante ao mesmo.
Dedicatória
O álbum possui dedicatória para Bárbara Rosa, backing vocal que participou das gravações do EP Cru (2015) e acompanhou a banda em turnê entre 2015 e 2016, até falecer em junho de 2016 antes do início das gravações do disco.
| “ | “A mais alto astral. A da piada mais boba. A que gosta de comer doce. E de Kaya. E não gosta do Batman. A careca. A que empodera e benze no lacry. A mais grata. A que mais luta e nunca cansa. A que dança engraçado e joga a cabecinha pro lado e mexe as mãozinhas. A que canta demais. Que quase nunca chora. A que pega o sotaque de alguém depois de 30 segundos. A que dorme mais que cachorrinho novo. A mais nanaíra. A que só tem amigos. A que chama um desconhecido de “amor” e “flor”. A que tá ligada que é linda. E sempre soube que é Fênix. para Bárbara Rosa" | ” |

Dedicatória presente no álbum.

## Recepção

### Crítica
| Críticas profissionais | Críticas profissionais |
| Avaliações da crítica  | Avaliações da crítica  |
| Fonte                  | Avaliação              |
| ---------------------- | ---------------------- |
| G1                     | [ 9 ]                  |
| Rolling Stone Brasil   | [ 10 ]                 |

Mauro Ferreira cita que Liniker e os Caramelows soam menos crus e mais intensos nas intenções. Mas cita que o repertório do disco ainda pode ser aprimorado em discos posteriores. Sobre a produção de Márcio Arantes, Mauro cede elogios citando que encorpa o som orgulhosamente negro de Liniker e impede que ele pareça versão mirrada de Tim Maia, comparação que Liniker recebe pelo soul. Ferreira finaliza dizendo que Remonta: "é álbum com cacife para fazer Liniker e os Caramelows transcenderem o hype passageiro em torno da singular figura andrógina do líder do grupo. O soul de Liniker Barros tem alma".
Na revista Rolling Stone Brasil, Remonta também recebeu uma crítica positiva. Gabriel Nunes diz que o álbum é intenso e que traz um som com influências do soul, do funk e do R&B norte-americano, afastando-se do lado mais suave da MPB radiofônica. Também da destaque a canção "Prendedor de Varal" citando que traz referências do funk sacolejado do Kool & the Gang e aos grandes medalhões da Motown, ainda com uma menção a "Chocolate", de Tim Maia.
Posteriormente, a revista o elegeu o 3º melhor disco brasileiro de 2016.

## Lista de faixas
| Versão padrão  |                                                                                           |                    |          |  |
| N.º            | Título                                                                                    | Compositor(es)     | Duração  |  |
| 1.             | "Intro" (instrumental)                                                                    |                    | 0:24     |  |
| 2.             | "Remonta"                                                                                 | Liniker Barros     | 5:12     |  |
| 3.             | "Caeu"                                                                                    | Barros             | 4:22     |  |
| 4.             | "Prendedor de Varal" (com a participação de Xênia França)                                 | Barros             | 3:17     |  |
| 5.             | "Tua" (com a participação de Tássia Reis)                                                 | Barros             | 5:50     |  |
| 6.             | "Lina X"                                                                                  | Barros             | 3:35     |  |
| 7.             | "Louise du Brésil"                                                                        | Barros             | 4:22     |  |
| 8.             | "Sem Nome, Mas Com Endereço"                                                              | Barros             | 4:29     |  |
| 9.             | "Você Fez Merda"                                                                          | Barros             | 2:23     |  |
| 10.            | "Funzy" (instrumental)                                                                    |                    | 1:21     |  |
| 11.            | "BoxOkê" (com a participação de Aeromoças & Tenistas Ruas e Tássia Reis)                  | Barros Tássia Reis | 3:17     |  |
| 12.            | "Zero"                                                                                    | Barros             | 4:52     |  |
| 13.            | "Ralador de Pia" (com a participação de Tulipa Ruiz, Raquel Virgínia e Assucena Assucena) | Barros             | 5:36     |  |
| Duração total: | Duração total:                                                                            | Duração total:     | 00:49:20 |  |

| LP (Lado A)    |                              |                |          |  |
| N.º            | Título                       | Compositor(es) | Duração  |  |
| 1.             | "Intro" (instrumental)       |                | 0:24     |  |
| 2.             | "Remonta"                    | Barros         | 5:12     |  |
| 3.             | "Louise du Brésil"           | Barros         | 4:22     |  |
| 4.             | "Zero"                       | Barros         | 4:52     |  |
| 5.             | "Sem Nome, Mas Com Endereço" | Barros         | 4:29     |  |
| Duração total: | Duração total:               | Duração total: | 00:19:19 |  |

| LP (Lado B)    |                                                                                           |                |          |  |
| N.º            | Título                                                                                    | Compositor(es) | Duração  |  |
| 1.             | "Funzy" (instrumental)                                                                    |                | 1:21     |  |
| 2.             | "Prendedor de Varal" (com a participação de Xênia França)                                 | Barros         | 3:17     |  |
| 3.             | "Tua" (com a participação de Tássia Reis)                                                 | Barros         | 5:50     |  |
| 4.             | "Lina X"                                                                                  | Barros         | 3:35     |  |
| 5.             | "Ralador de Pia" (com a participação de Tulipa Ruiz, Raquel Virgínia e Assucena Assucena) | Barros         | 5:36     |  |
| Duração total: | Duração total:                                                                            | Duração total: | 00:19:39 |  |

## Pessoal
Créditos para Remonta adaptado do encarte.
Músicos